# Авадхі
Авадхі (санскр. अवधी, інші назви: косалі, байсварі, пурбі) — індоарійська мова, яку після стандартизації гінді вважають діалектом останньої. Носії мови проживають в основному області Ауд штату Уттар-Прадеш, а також у штатах Біхар, Мадг'я-Прадеш, у Делі і деяких районах Непалу. На авадхі розмовляють близько 2/3 носіїв східної гінді . Авадхі сильно вплинула на формування фіджійської гінді. Для запису використовується деванагарі і скоропис кайтхі.
У XVI-XVII століттях на літературній авадхі (в цей час другою за вагомістю літературною мовою після брадж) була створена багата поезія, в тому числі поеми «Рамачарітаманаса» Тулсідаса, «Падмават» Маліка Мухаммада Джаясі і «Чандаян» Маулани Дауда.